# A Kemény motorosok epizódjainak listája
Ez a cikk a Kemény motorosok című sorozat epizódjait listázza.

## Évados áttekintés
| Évad | Évad | Epizódok | Eredeti sugárzás     | Eredeti sugárzás   | Eredeti adó | Magyar sugárzás   | Magyar sugárzás      | Magyar adó |
| Évad | Évad | Epizódok | Évadpremier          | Évadfinálé         | Eredeti adó | Évadpremier       | Évadfinálé           | Magyar adó |
| ---- | ---- | -------- | -------------------- | ------------------ | ----------- | ----------------- | -------------------- | ---------- |
|      | 1    | 13       | 2008. szeptember 3.  | 2008. november 26. | FX          | 2012. április 15. | 2012. július 22.     | Cool TV    |
|      | 2    | 13       | 2009. szeptember 8.  | 2009. december 1.  | FX          | 2013. december 2. | 2014. február 24.    | Cool TV    |
|      | 3    | 13       | 2010. szeptember 7.  | 2010. november 30. | FX          | 2014. március 3.  | 2014. május 25.      | Cool TV    |
|      | 4    | 14       | 2011. szeptember 6.  | 2011. december 6.  | FX          | 2014. június 1.   | 2014. augusztus 31.  | Cool TV    |
|      | 5    | 13       | 2012. szeptember 11. | 2012. december 4.  | FX          | 2015. április 8.  | 2015. július 1.      | AMC        |
|      | 6    | 13       | 2013. szeptember 10. | 2013. december 10. | FX          | 2015. július 8.   | 2015. szeptember 30. | AMC        |
|      | 7    | 13       | 2014. szeptember 9.  | 2014. december 9.  | FX          | 2016. január 7.   | 2016. március 31.    | AMC        |

## 1. évad (2008)
| Sor. | Év. | Cím                                              | Rendező                         | Író                           | Premier                                | Nézettség   |
| ---- | --- | ------------------------------------------------ | ------------------------------- | ----------------------------- | -------------------------------------- | ----------- |
| 1.   | 1.  | A nagy szállítmány (Pilot)                       | Allen Coulter és Michael Dinner | Kurt Sutter                   | 2008. szeptember 3. 2012. április 15.  | 2,53 millió |
| 2.   | 2.  | Menni vagy maradni? (Seeds)                      | Charles Haid                    | Kurt Sutter                   | 2008. szeptember 10. 2012. április 22. | 2,20 millió |
| 3.   | 3.  | Bosszú (Fun Town)                                | Stephen Kay                     | Kurt Sutter                   | 2008. szeptember 17. 2012. április 29. | 2,10 millió |
| 4.   | 4.  | Szövetség (Patch Over)                           | Paris Barclay                   | James D. Parriott             | 2008. szeptember 24. 2012. május 13.   | 2,25 millió |
| 5.   | 5.  | Revans (Giving Back)                             | Tim Hunter                      | Jack LoGiudice                | 2008. október 1. 2012. május 20.       | 2,09 millió |
| 6.   | 6.  | Fegyverben (AK-51)                               | Seith Mann                      | Nichole Beattie               | 2008. október 8. 2012. június 3.       | 2,19 millió |
| 7.   | 7.  | Áruló csontok (Old Bones)                        | Gwyneth Horder-Payton           | Dave Erickson                 | 2008. október 15. 2012. június 10.     | 1,87 millió |
| 8.   | 8.  | Bandaháború (The Pull)                           | Guy Ferland                     | Kurt Sutter és Jack LoGiudice | 2008. október 22. 2012. június 17.     | 2,14 millió |
| 9.   | 9.  | A pokol tornácán (Hell Followed)                 | Billy Gierhart                  | Brett Conrad                  | 2008. október 29. 2012. június 24.     | 2,06 millió |
| 10.  | 10. | Bűnszövetkezők (Better Half)                     | Mario Van Peebles               | Pat Charles                   | 2008. november 5. 2012. július 1.      | 2,14 millió |
| 11.  | 11. | A bizalom ára (Capybara)                         | Stephen Kay                     | Kurt Sutter és Dave Erickson  | 2008. november 12. 2012. július 8.     | 2,22 millió |
| 12.  | 12. | Míg a halál el nem választ (The Sleep of Babies) | Terrence O'Hara                 | Kurt Sutter                   | 2008. november 19. 2012. július 15.    | 2,46 millió |
| 13.  | 13. | A változás szele (The Revelator)                 | Kurt Sutter                     | Kurt Sutter                   | 2008. november 26. 2012. július 22.    | 2,48 millió |

## 2. évad (2009)
| Sor. | Év. | Cím                                | Rendező               | Író                                                                          | Premier                                 | Nézettség   |
| ---- | --- | ---------------------------------- | --------------------- | ---------------------------------------------------------------------------- | --------------------------------------- | ----------- |
| 14.  | 1.  | Megújulás (Albification)           | Guy Ferland           | Kurt Sutter                                                                  | 2009. szeptember 8. 2013. december 2.   | 4,29 millió |
| 15.  | 2.  | Könnyű vér (Small Tears)           | Stephen Kay           | Jack LoGiudice                                                               | 2009. szeptember 15. 2013. december 9.  | 3,71 millió |
| 16.  | 3.  | Szemet szemért (Fix)               | Gwyneth Horder-Payton | Dave Erickson                                                                | 2009. szeptember 22. 2013. december 16. | 3,49 millió |
| 17.  | 4.  | Pénzt vagy életét! (Eureka)        | Guy Ferland           | Kurt Sutter és Brett Conrad                                                  | 2009. szeptember 29. 2013. december 23. | 3,76 millió |
| 18.  | 5.  | A türelem bére (Smite)             | Terrence O'Hara       | Chris Collins                                                                | 2009. október 6. 2013. december 30.     | 3,66 millió |
| 19.  | 6.  | Jó pancser visszaüt (Falx Cerebri) | Billy Gierhart        | Regina Corrado                                                               | 2009. október 13. 2014. január 6.       | 3,31 millió |
| 20.  | 7.  | A bosszú börtöne (Gilead)          | Gwyneth Horder-Payton | Kurt Sutter és Chris Collins                                                 | 2009. október 20. 2014. január 13.      | 3,70 millió |
| 21.  | 8.  | Cseréptörés (Potlatch)             | Paul Maibaum          | Kurt Sutter és Misha Green                                                   | 2009. október 27. 2014. január 20.      | 3,39 millió |
| 22.  | 9.  | Szemet szemért (Fa Guan)           | Stephen Kay           | Brett Conrad és Liz Sagal                                                    | 2009. november 3. 2014. január 27.      | 3,52 millió |
| 23.  | 10. | A vallomás (Balm)                  | Paris Barclay         | Dave Erickson és Stevie Long                                                 | 2009. november 10. 2014. február 3.     | 3,38 millió |
| 24.  | 11. | Jó pap holtig tanul (Service)      | Phil Abraham          | Történet: Brady Dahl és Cori Uchida Tévéjáték: Kurt Sutter és Jack LoGiudice | 2009. november 17. 2014. február 10.    | 3,48 millió |
| 25.  | 12. | Véres kard (The Culling)           | Gwyneth Horder-Payton | Kurt Sutter és Dave Erickson                                                 | 2009. november 24. 2014. február 17.    | 3,44 millió |
| 26.  | 13. | Bűn és bűnhődés (Na Trioblóidí)    | Kurt Sutter           | Kurt Sutter                                                                  | 2009. december 1. 2014. február 24.     | 4,33 millió |

## 3. évad (2010)
| Sor. | Év. | Cím                                 | Rendező               | Író                                                          | Premier                                | Nézettség   |
| ---- | --- | ----------------------------------- | --------------------- | ------------------------------------------------------------ | -------------------------------------- | ----------- |
| 27.  | 1.  | Apák útján (SO)                     | Stephen Kay           | Kurt Sutter                                                  | 2010. szeptember 7. 2014. március 3.   | 4,13 millió |
| 28.  | 2.  | Olajozott gépezet (Oiled)           | Gwyneth Horder-Payton | Kurt Sutter és Dave Erickson                                 | 2010. szeptember 14. 2014. március 9.  | 3,37 millió |
| 29.  | 3.  | A takarító (Caregiver)              | Billy Gierhart        | Chris Collins és Regina Corrado                              | 2010. szeptember 21. 2014. március 16. | 3,48 millió |
| 30.  | 4.  | Mindenütt otthon (Home)             | Guy Ferland           | Kurt Sutter és Liz Saga                                      | 2010. szeptember 28. 2014. március 23. | 2,98 millió |
| 31.  | 5.  | A kör bezárul (Turning and Turning) | Gwyneth Horder-Payton | Dave Erickson és Marco Ramirez                               | 2010. október 5. 2014. március 30.     | 3,12 millió |
| 32.  | 6.  | Az egyezség (The Push)              | Stephen Kay           | Chris Collins és Julie Bush                                  | 2010. október 12. 2014. április 6.     | 2,85 millió |
| 33.  | 7.  | Vihar előtti csend (Widening Gyre)  | Billy Gierhart        | Kurt Sutter és Regina Corrado                                | 2010. október 19. 2014. április 13.    | 2,59 millió |
| 34.  | 8.  | Partraszállás (Lochán Mór)          | Guy Ferland           | Dave Ericsson, Liz Sagal és Kurt Sutter                      | 2010. október 26. 2014. április 20.    | 2,67 millió |
| 35.  | 9.  | Átadva-átverve (Turas)              | Stephen Kay           | Történet: Kurt Sutter Tévéjáték: Chris Collins és Brady Dahl | 2010. november 2. 2014. április 27.    | 3,35 millió |
| 36.  | 10. | Fejetlenül (Fírinne)                | Gwyneth Horder-Payton | Kurt Sutter és Vaun Wilmott                                  | 2010. november 9. 2014. május 4.       | 3,18 millió |
| 37.  | 11. | Életutak (Bainne)                   | Adam Arkin            | Dave Ericsson, Regina Corrado és Kurt Sutter                 | 2010. november 16. 2014. május 11.     | 3,40 millió |
| 38.  | 12. | Szerelem és ármány (June Wedding)   | Phil Abraham          | Történet: Kurt Sutter Tévéjáték: Chris Collins               | 2010. november 23. 2014. május 18.     | 3,27 millió |
| 39.  | 13. | Egy klub mindenek felett (NS)       | Kurt Sutter           | Kurt Sutter és Dave Erickson                                 | 2010. november 30. 2014. május 25.     | 3,59 millió |

## 4. évad (2011)
| Sor. | Év. | Cím                                   | Rendező               | Író                                         | Premier                                | Nézettség   |
| ---- | --- | ------------------------------------- | --------------------- | ------------------------------------------- | -------------------------------------- | ----------- |
| 40.  | 1.  | Édes otthon (Out)                     | Paris Barclay         | Kurt Sutter                                 | 2011. szeptember 6. 2014. június 1.    | 4,93 millió |
| 41.  | 2.  | Ha egy üzlet beindul (Booster)        | Guy Ferland           | Dave Erickson és Chris Collins              | 2011. szeptember 13. 2014. június 8.   | 3,71 millió |
| 42.  | 3.  | Fogadalmak (Dorylus)                  | Peter Weller          | Regina Corrado és Liz Sagal                 | 2011. szeptember 20. 2014. június 15.  | 3,42 millió |
| 43.  | 4.  | Új irány! (Una Venta)                 | Billy Gierhart        | Kurt Sutter és Marco Ramirez                | 2011. szeptember 27. 2014. június 22.  | 3,28 millió |
| 44.  | 5.  | A tégla (Brick)                       | Paris Barclay         | Dave Erickson és Brady Dahl                 | 2011. október 4. 2014. június 29.      | 3,51 millió |
| 45.  | 6.  | Az x-faktor (With an X)               | Guy Ferland           | Chris Collins és Regina Corrado             | 2011. október 11. 2014. július 6.      | 3,56 millió |
| 46.  | 7.  | Két tűz között (Fruit for the Crows)  | Gwyneth Horder-Payton | Kurt Sutter és Liz Sagal                    | 2011. október 18. 2014. július 13.     | 3,65 millió |
| 47.  | 8.  | Riválisok (Family Recipe)             | Paul Maibaum          | Dave Erickson és Brady Dahl                 | 2011. október 25. 2014. július 20.     | 3,82 millió |
| 48.  | 9.  | Júdás csókja (Kiss)                   | Billy Geirhart        | Regina Corrado és Marco Ramirez             | 2011. november 1. 2014. július 27.     | 3,63 millió |
| 49.  | 10. | Kéz kezet mos (Hands)                 | Peter Weller          | Chris Collins, David LaBrava és Kurt Sutter | 2011. november 8. 2014. augusztus 3.   | 3,93 millió |
| 50.  | 11. | A bosszú börtönében (Call of Duty)    | Gwyneth Horder-Payton | Liz Sagal és Gladys Rodriguez               | 2011. november 15. 2014. augusztus 10. | 4,23 millió |
| 51.  | 12. | Apák és fiaik (Burnt and Purged Away) | Paris Barclay         | Kurt Sutter és Dave Erickson                | 2011. november 22. 2014. augusztus 17. | 3,85 millió |
| 52.  | 13. | Vendetta 1. felvonás (To Be Act 1)    | Kurt Sutter           | Kurt Sutter és Chris Collins                | 2011. november 29. 2014. augusztus 24. | 4,42 millió |
| 53.  | 14. | Vendetta 2. felvonás (To Be Act 2)    | Kurt Sutter           | Kurt Sutter és Chris Collins                | 2011. december 6. 2014. augusztus 31.  | 4,24 millió |

## 5. évad (2012)
| Sor. | Év. | Cím                                   | Rendező               | Író                                         | Premier                                | Nézettség   |
| ---- | --- | ------------------------------------- | --------------------- | ------------------------------------------- | -------------------------------------- | ----------- |
| 54.  | 1.  | Uralkodók (Sovereign)                 | Paris Barclay         | Kurt Sutter                                 | 2012. szeptember 11. 2015. április 8.  | 5,37 millió |
| 55.  | 2.  | Átruházott hatalom (Authority Vested) | Peter Weller          | Regina Corrado                              | 2012. szeptember 18. 2015. április 15. | 4,17 millió |
| 56.  | 3.  | A teljes igazság (Laying Pipe)        | Adam Arkin            | Kem Nunn, Liz Sagal és Kurt Sutter          | 2012. szeptember 25. 2015. április 22. | 3,80 millió |
| 57.  | 4.  | Lopott bringa (Stolen Huffy)          | Paris Barclay         | Chris Collins                               | 2012. október 2. 2015. április 29.     | 4,60 millió |
| 58.  | 5.  | Zsarolás (Orca Shrugged)              | Gwyneth Horder-Payton | Regina Corrado és Kurt Sutter               | 2012. október 9. 2015. május 6.        | 4,34 millió |
| 59.  | 6.  | Kicsi a világ (Small World)           | Adam Arkin            | Roberto Patino                              | 2012. október 16. 2015. május 13.      | 4,03 millió |
| 60.  | 7.  | Csapdába csalva (Toad's Wild Ride)    | Peter Weller          | Kurt Sutter és Chris Collins                | 2012. október 23. 2015. május 20.      | 4,30 millió |
| 61.  | 8.  | Pusztítás (Ablation)                  | Karen Gaviola         | Mike Daniels                                | 2012. október 30. 2015. május 27.      | 4,58 millió |
| 62.  | 9.  | Andare Pescare (Andare Pescare)       | Billy Gierhart        | Liz Sagal és Kurt Sutter                    | 2012. november 6. 2015. június 3.      | 3,96 millió |
| 63.  | 10. | Keresztre feszítve (Crucifixed)       | Guy Ferland           | Kem Nunn                                    | 2012. november 13. 2015. június 10.    | 4,58 millió |
| 64.  | 11. | Hűség (To Thine Own Self)             | Paris Barclay         | Mike Daniels, John Barcheski és Kurt Sutter | 2012. november 20. 2015. június 17.    | 4,23 millió |
| 65.  | 12. | Egy korszak vége (Darthy)             | Peter Weller          | Chris Collins és Kurt Sutter                | 2012. november 27. 2015. június 24.    | 4,25 millió |
| 66.  | 13. | J'ai Obtenu Cette (J'ai Obtenu Cette) | Kurt Sutter           | Kurt Sutter és Chris Collins                | 2012. december 4. 2015. július 1.      | 4,66 millió |

## 6. évad (2013)
| Sor. | Év. | Cím                                        | Rendező               | Író                                          | Premier                                 | Nézettség   |
| ---- | --- | ------------------------------------------ | --------------------- | -------------------------------------------- | --------------------------------------- | ----------- |
| 67.  | 1.  | Ámokfutás (Straw)                          | Paris Barclay         | Kurt Sutter                                  | 2013. szeptember 10. 2015. július 8.    | 5,87 millió |
| 68.  | 2.  | Egy-egy-hat (One One Six)                  | Peter Weller          | Chris Collins és Adria Lang                  | 2013. szeptember 17. 2015. július 15.   | 4,63 millió |
| 69.  | 3.  | Penitencia (Poenitentia)                   | Guy Ferland           | Charles Murray és Kurt Sutter                | 2013. szeptember 24. 2015. július 22.   | 4,48 millió |
| 70.  | 4.  | Megváltás (Wolfsangel)                     | Billy Gierhart        | Kurt Sutter és Kem Nunn                      | 2013. október 1. 2015. július 29.       | 4,59 millió |
| 71.  | 5.  | A bolond király (The Mad King)             | Gwyneth Horder-Payton | Chris Collins, Roberto Patino és Kurt Sutter | 2013. október 8. 2015. augusztus 5.     | 4,46 millió |
| 72.  | 6.  | Mentés (Salvage)                           | Adam Arkin            | Mike Daniels és Kurt Sutter                  | 2013. október 15. 2015. augusztus 12.   | 4,35 millió |
| 73.  | 7.  | Édes és menő (Sweet and Vaded)             | Paris Barclay         | Kurt Sutter és Adria Lang                    | 2013. október 22. 2015. augusztus 19.   | 4,38 millió |
| 74.  | 8.  | Los Fantasmas (Los Fantasmas)              | Peter Weller          | Roberto Patino és Kurt Sutter                | 2013. október 29. 2015. augusztus 26.   | 4,20 millió |
| 75.  | 9.  | János 8: 32 (John 8:32)                    | Guy Ferland           | Kem Nunn és Kurt Sutter                      | 2013. november 5. 2015. szeptember 2.   | 4,49 millió |
| 76.  | 10. | Huang Wu (Huang Wu)                        | Billy Gierhart        | Kurt Sutter és Charles Murray                | 2013. november 12. 2015. szeptember 9.  | 4,38 millió |
| 77.  | 11. | Aon Rud Persanta (Aon Rud Persanta)        | Peter Weller          | Chris Collins és Kurt Sutter                 | 2013. november 19. 2015. szeptember 16. | 4,17 millió |
| 78.  | 12. | Te vagy a napsugaram (You Are My Sunshine) | Paris Barclay         | Kem Nunn, Mike Daniels és Kurt Sutter        | 2013. december 3. 2015. szeptember 23.  | 4,58 millió |
| 79.  | 13. | Egy anya dolga (A Mother's Work)           | Kurt Sutter           | Kurt Sutter és Chris Collins                 | 2013. december 10. 2015. szeptember 30. | 5,17 millió |

## 7. évad (2014)
| Sor. | Év. | Cím                                                    | Rendező        | Író                                          | Premier                               | Nézettség   |
| ---- | --- | ------------------------------------------------------ | -------------- | -------------------------------------------- | ------------------------------------- | ----------- |
| 80.  | 1.  | Fekete özvegy (Black Widower)                          | Paris Barclay  | Kurt Sutter                                  | 2014. szeptember 9. 2016. január 7.   | 6,20 millió |
| 81.  | 2.  | Toil és Till (Toil and Till)                           | Billy Gierhart | Charles Murray és Kurt Sutter                | 2014. szeptember 16. 2016. január 14. | 4,83 millió |
| 82.  | 3.  | Játék a szörnyekkel (Playing with Monsters)            | Craig Yahata   | Peter Elkoff és Kurt Sutter                  | 2014. szeptember 23. 2016. január 21. | 4,13 millió |
| 83.  | 4.  | Szegény báránykák (Poor Little Lambs)                  | Guy Ferland    | Kem Nunn és Kurt Sutter                      | 2014. szeptember 30. 2016. január 28. | 4,04 millió |
| 84.  | 5.  | Kitörés (Some Strange Eruption)                        | Peter Weller   | Roberto Patino és Kurt Sutter                | 2014. október 7. 2016. február 4.     | 4,32 millió |
| 85.  | 6.  | A cél szentesíti az eszközt (Smoke 'em if You Got 'em) | Guy Ferland    | Mike Daniels és Kurt Sutter                  | 2014. október 14. 2016. február 11.   | 4,42 millió |
| 86.  | 7.  | Greensleeves (Greensleeves)                            | Paris Barclay  | Gladys Rodriguez, Josh Botana és Kurt Sutter | 2014. október 21. 2016. február 18.   | 4,29 millió |
| 87.  | 8.  | Elválás (The Separation of Crows)                      | Charles Murray | Peter Elkoff, John Barcheski és Kurt Sutter  | 2014. október 28. 2016. február 25.   | 3,94 millió |
| 88.  | 9.  | Kettős játék (What a Piece of Work Is Man)             | Peter Weller   | Mike Daniels, Roberto Patino és Kurt Sutter  | 2014. november 4. 2016. március 3.    | 3,88 millió |
| 89.  | 10. | Hit és reménytelenség (Faith and Despondency)          | Paris Barclay  | Kem Nunn, Gladys Rodriguez és Kurt Sutter    | 2014. november 11. 2016. március 10.  | 4,38 millió |
| 90.  | 11. | Bánat (Suits of Woe)                                   | Peter Weller   | Peter Elkoff, Mike Daniels és Kurt Sutter    | 2014. november 18. 2016. március 17.  | 4,62 millió |
| 91.  | 12. | Vörös rózsa (Red Rose)                                 | Paris Barclay  | Kurt Sutter és Charles Murray                | 2014. december 2. 2016. március 24.   | 5,05 millió |
| 92.  | 13. | Végakarat (Papa's Goods)                               | Kurt Sutter    | Kurt Sutter                                  | 2014. december 9. 2016. március 31.   | 6,40 millió |